# Kalinowo (gmina)
Pour les articles homonymes, voir Kalinowo.
Kalinowo est une gmina rurale du powiat de Ełk, Varmie-Mazurie, dans le nord de la Pologne. Son siège est le village de Kalinowo, qui se situe environ 22 km à l'est d'Ełk et 144 km à l'est de la capitale régionale Olsztyn.
La gmina couvre une superficie de 285,17 km2 pour une population de 7 011 habitants.

## Géographie
La gmina inclut les villages de Borzymy, Czyńcze, Długie, Dorsze, Dudki, Ginie, Golubie, Golubka, Grądzkie Ełckie, Iwaśki, Jędrzejki, Kalinowo, Kile, Koleśniki, Krzyżewo, Kucze, Kulesze, Laski Małe, Laski Wielkie, Lisewo, Łoje, Makosieje, Marcinowo, Maże, Mazurowo, Mikołajki, Milewo, Piętki, Pisanica, Prawdziska, Romanowo, Romoty, Skomętno Wielkie, Skrzypki, Stacze, Stare Cimochy, Stożne, Sypitki, Szczudły, Turowo, Wierzbowo, Wysokie, Zaborowo, Zanie et Zocie.
La gmina borde les gminy de Augustów, Bargłów Kościelny, Ełk, Olecko, Prostki, Raczki, Rajgród et Wieliczki.